# 빈크리스틴
빈크리스틴(vincristine, leurocristine, 상표명: Oncovin 등)은 수많은 암의 치료에 사용되는 화학요법 약물이다. 여기에는 급성 림프모구 백혈병, 급성 골수성 백혈병, 호지킨 림프종, 신경아 세포종, 소세포폐암 등이 포함된다. 정맥 주사로 투여한다.
수많은 사람들은 빈크리스틴 치료에 의한 일부 부작용을 경험한다. 일반적으로 감각의 변화, 탈모, 변비, 걷기 불편함, 두통을 일으킬 수 있다. 심각한 부작용으로는 신경성 동통, 허파 손상, 백혈구 감소(감염 위험을 증가)를 포함할 수 있다. 임신 중에 투여할 경우 태아에 위험을 일으킬 가능성이 있다. 세포가 적절히 분열되지 못하게 막음으로써 동작한다.
빈크리스틴은 1961년 처음 분리되었다. 의료제도에 필수적인 가장 효과적이고 안전한 의약품 목록인 WHO 필수 의약품 목록에 등재되어 있다. 개발도상국의 도매가는 1회 복용량 기준 1.80 ~ US$42.60 사이이다. 일일초(Catharanthus roseus)에서 채취할 수 있는 빈카 알칼로이드이다.

## 의학적 사용
빈크리스틴은 정맥 주사를 통해 투여하며 다양한 항암화학요법에서 사용된다. 주된 용도는 비호지킨 림프종에서 쓰이는 화학요법인 CHOP R-CVP, 호지킨 림프종에서 쓰이는 MOPP, COPP, BEACOPP 요법의 일부로서 투여하는 것이다. 그 외에도 급성 림프모구성 백혈병(ALL)에서 쓰이는 화학요법인 스탠포드 V이나, 콩팥모세포종의 치료에도 이용된다. 덱사메타손, L-아스파라지네이스와 함께 ALL의 관해를 유도하거나, 유아 백혈병 치료에서 프레드니손과 병용하기도 한다. 빈크리스틴은 면역억제제로도 간혹 사용되는데, 가령 혈전성 혈소판감소성 자반증(TTP)이나 만성 특발성 혈소판감소성 자반증(ITP) 치료에 쓰일 수 있다.

## 부작용
빈크리스틴의 주된 부작용으로는 화학요법 유도 말초신경병증, 저나트륨혈증, 변비, 탈모가 있다.
빈크리스틴 유도 신경병증은 빈크리스틴의 주된 용량 제한 부작용이다. 화학요법 유도 말초신경병증은 심각하게 나타날 수 있으며, 빈크리스틴 용량을 줄이거나 아예 투여를 피하게 되는 이유가 되기도 한다. 말초신경병증의 증상으로는 점진적이며 지속적인 저림, 통증, 추위에 대한 과민증 등이 나타날 수 있다. 이때 이 증상들은 진행성으로, 손발에서 시작하여 팔다리까지 영향을 줄 수 있다. 이러한 말초신경병증의 첫 증상 중 하나로는 발처짐이 있다. 발처짐이나 샤르코-마리-투스병(CMT)의 가족력이 있는 환자는 빈크리스틴 투여를 피해야 한다.

## 작용 기전
빈크리스틴은 부분적으로 튜불린 단백질에 결합하여, 튜불린 이량체가 중합하여 미세소관을 이루는 과정을 멈추는 방식으로 작용한다. 이렇게 되면 세포분열 중기에서 세포의 염색체가 나누어지지 못하게 된다. 세포는 이로 인해 세포자멸사가 유도된다.
빈크리스틴 분자는 백혈구의 생산과 성숙을 억제한다. 그러나 빈크리스틴은 암세포의 분열에만 영향을 미치는 것은 아니다. 빠르게 분열하는 종류의 세포는 모두 빈크리스틴의 영향을 받을 수 있는데, 따라서 약을 투여할 때 아주 선별적으로 투여할 필요가 있다.